# Rafael Arnao
Rafael Arnao es un exfutbolista y entrenador peruano que jugaba como defensa y actualmente entrena s su academia de menores R.A.S.A

## Trayectoria
Se inició en las divisiones inferiores del Sporting Cristal, debutó en un partido ante Cienciano por el Campeonato Descentralizado 1997. Fue incluido en las nóminas de aquel equipo que jugó la final de la Copa Libertadores 1997, mas no jugó partido alguno. Se mantuvo en el club rimense por dos años más, pasó al Juan Aurich en el 2000. Arnao jugó también por Deportivo Wanka y Cienciano, continuando luego su carrera por varios clubes de la Segunda División del Perú.
Tras su retiro dirige en 2013 a Club Deportivo Cultural Santa Rosa PNP y al año siguiente a DECH, ambos de Andahuaylas.

## Clubes
| Club                         | País | Año        |
| ---------------------------- | ---- | ---------- |
| Trece Club                   | Perú | 1994       |
| Sporting Cristal (Juveniles) | Perú | 1995- 1996 |
| Sporting Cristal             | Perú | 1997-1999  |
| Juan Aurich                  | Perú | 2000       |
| Deportivo Wanka              | Perú | 2001-2003  |
| Cienciano                    | Perú | 2004       |
| Deportivo Municipal          | Perú | 2005       |
| Sport Boys                   | Perú | 2006       |
| Colegio Nacional de Iquitos  | Perú | 2007       |
| Universidad San Marcos       | Perú | 2008       |
| Diablos Rojos                | Perú | 2009       |
| Real Garcilaso               | Perú | 2010       |
| José María Arguedas          | Perú | 2010       |

## Clubes como entrenador
| Club                | País | Año          |
| ------------------- | ---- | ------------ |
| Cultural Santa Rosa | Perú | 2015         |
| DECH                | Perú | 2016         |
| José María Arguedas | Perú | 2017         |
| Andahuaylas F. C.   | Perú | 2017 - 2018- |
| Deportivo UAP       | Perú | 2019         |
| Andahuaylas F. C.   | Perú | 2019-        |